# 艾卜耶德-西迪謝赫

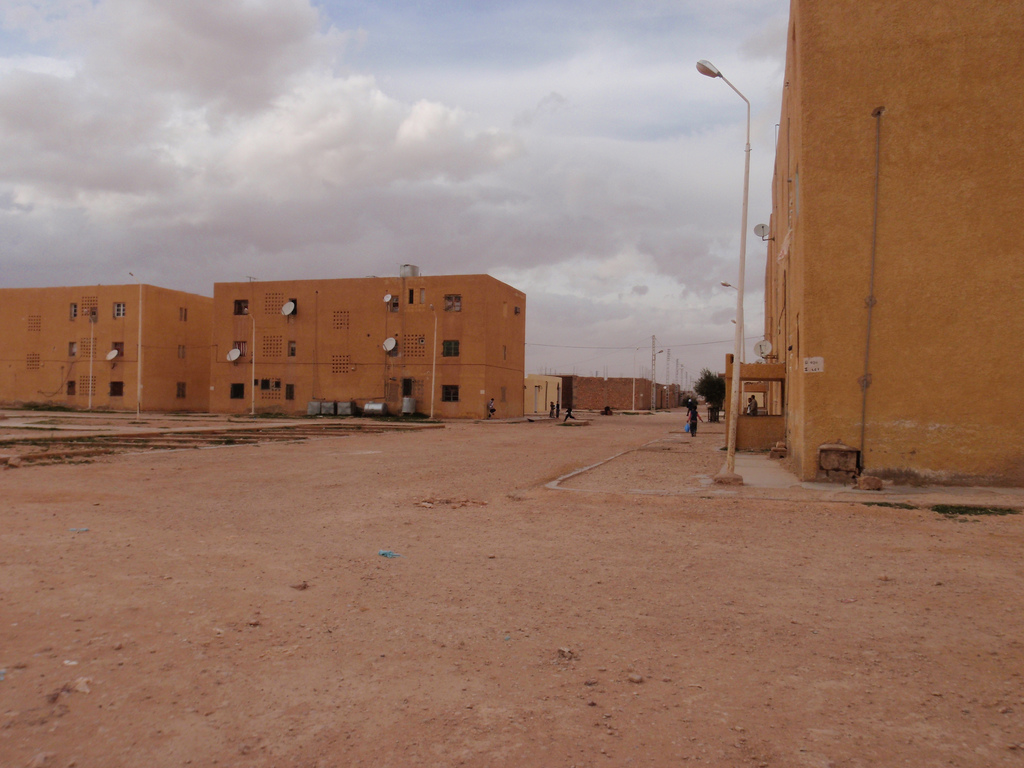
艾卜耶德-西迪謝赫

艾卜耶德-西迪謝赫（阿拉伯语：‎），是阿爾及利亞的城鎮，位於該國西北部，由巴亞茲省負責管轄，是艾卜耶德-西迪謝赫區的首府，面積16,023平方公里，2008年人口24,949，人口密度每平方公里2人。
32°52′N 0°01′E / 32.867°N 0.017°E